# Mátrai Károly
Mátrai Károly magyar közgazdász, energetikai szakértő, több évtizedes szakmai tapasztalattal rendelkezik az energiakereskedelem, az üzletvezetés, a brókertevékenység és a pénzügyek területén. 2023. január 23-tól az MVM Csoport vezérigazgatói pozícióját tölti be. A 100 százalékban állami tulajdonú MVM Csoport több mint 19 ezer munkatárssal és több mint 10 millió lakossági és vállalati ügyféllel Magyarország második és Közép-Európa hatodik legnagyobb vállalatcsoportja, a magyar energiarendszer meghatározó szereplője.

## Tanulmányok
Mátrai Károly a Pénzügyi és Számviteli Főiskola általános vállalkozás szakán diplomázott. Ezen felül értéktőzsdei és árutőzsdei brókervizsgákkal rendelkezik.

## Szakmai tapasztalata
Pályafutását az Országos Nyugdíjbiztosítási Főigazgatóságon kezdte. 1995-ben kockázatelemzőként csatlakozott KELER Csoporthoz, ahol 2004-és 2019 között a KELER CFO-ja, majd ezzel párhuzamosan 2008 és 2020 között a KELER KSZF, Kelet-Közép-Európa vezető tőke- és energiapiaci elszámolóházának vezérigazgatója és igazgatósági tagja volt. Emellett tagja volt a határidős piacok szövetsége (AFM) felügyelőbizottságának. A KELER KSZF-től való távozása után a szakember a svájci központú energetikai vállalathoz, a MET Csoporthoz igazolt, ahol két évig a MET Romania Energy pénzügyi igazgatójaként, majd a szintén a MET Csoporthoz tartozó Cogen Energia Espana integrációs vezetőjeként dolgozott. Több, mint 15 éven keresztül oktatott a Budapesti Gazdasági Főiskolán és a Közép-Európai Brókerképző Alapítvány kurzusain. Mátrai Károly 2023 januárja óta az MVM Csoport vezérigazgatója, egyben az Igazgatóság tagja.

## Az MVM Csoport eredményei
Mátrai Károly vezetése alatt az MVM Csoport elfogadta 2035-ig szóló stratégiáját, amelynek fő célja, hogy a vállalat a közép - kelet európai régió meghatározó energetikai szereplőjévé váljon. A társaság jelentős lépéseket tesz a nemzetközi terjeszkedés irányába, és mára Magyarország mellett több szomszédos országban is meghatározó piaci pozíciót tölt be.
A vállalat jelen van többek között Csehországban, ahol mintegy 1500 munkavállalót foglalkoztat és a kiskereskedelmi üzletágban közel 1,5 millió ügyféllel rendelkezik. A cseh földgázpiacon az MVM 40 százalékos piaci részesedést ért el és célja, hogy beruházásain keresztül az energiaszolgáltatási értéklánc minden elemében hosszú távon, stabilan jelen legyen. Szlovákiában a vállalat jelenleg 10 százalékos részesedéssel bír az intézményi földgázpiacon.
A társaság Azerbajdzsánban is jelentős, stratégiai befektetést hajtott végre: 2024-ben 5 százalékos részesedést vásárolt a Şah Deniz-gázmezőben, valamint 4 százalékos tulajdonrészt szerzett a földgáz kizárólagos értékesítésére létrehozott kereskedőtársaságban. A vállalat jövőbeli terveiben kiemelt cél a régiós jelenlét erősítése, különös tekintettel Szerbiára, Romániára és a balkáni térségre.
A 2035-ös stratégia alapján Mátrai vezetése óta a Csoport nagy hangsúlyt fektet arra, hogy ügyfélközpontú és rugalmas működésű szervezetté váljon. Ennek részeként folyamatosan fejleszti ügyfélszolgálatait, megújítja ügyféltereit, és vállalja, hogy 2035-ig teljeskörűen digitalizálja működési folyamatait.
Mátrai Károly vezetésével az MVM Csoport rekordnyereségeket ért el: 2023-ban a nettó nyereség 73 milliárd forintról 372 milliárd forintra nőtt, és a következő év első felét is kiemelkedő eredménnyel, 222 milliárd forintos nyereséggel zárta a cég. 2024-ben összesen 323,7 milliárd forintos eredményével az MVM Csoport megközelítette a 2023-as rekordprofitját. 825 milliárd forintos csoportszintű EBITDA-ja a második legmagasabb a vállalat eddigi történetében.
2024 márciusában az MVM Csoport a harmadik sikeres nemzetközi kötvénykibocsátását hajtotta végre. A 750 millió dollár összegben bevont forrás általános vállalatfinanszírozási célokat szolgál, és jelentősen hozzájárul az MVM Csoport stratégiájának megvalósításához, biztosítva a cég számára a további nemzetközi növekedést és fejlesztéseket.
2024-ben Morningstar Sustainalytics ESG listáján az MVM elérte eddigi legjobb eredményét 26,5 ponttal, ami meghaladja az iparági átlagot (31,4). Ezen kívül a HVG és a Planet Fanatics' Network ESG TOP40 listáján az 500 legnagyobb magyar vállalat közül a 2. helyezést érte el a cégcsoport. Ezek az eredmények nemcsak a fenntarthatósági törekvések sikerét mutatják, hanem hozzájárulnak a cégcsoport stabil pénzügyi helyzetéhez is.
Mátrai Károly vezetése alatt az MVM Csoport integrált irányítási rendszert vezetett be, aminek eredményeként a társaság stabil alapokon álló, integrált vállalatként működik, mintegy száz céget fog össze, és meghatározó szereplő a magyar áram-és földgázpiac különböző szegmenseiben.

## Tagságok
Mátrai Károly számos testületben és tanácsadó szervben tölt be meghatározó szerepet. Az MVM Paksi Atomerőmű Zrt. Igazgatóságának, valamint az innogy Česká republika a.s. Felügyelőbizottságának elnöke. A Magyar Szénhidrogén Készletező Szövetség, a Stratégiai és Közszolgáltató Társaságok Országos Szövetségének Igazgatósági tagja, és az E.ON Hungária Zrt. Felügyelőbizottságának tagja. 2024 novemberében a Nemzetközi Tanácsadó Testület a Tenger Alatti Kábelek Ellenállóképességéért tagjává választotta.